# الثورة الشيوعية الصينية
الثورة الشيوعية الصينية هي ثورة بدأت عام 1946 بعد نهاية الحرب اليابانية الصينية الثانية، وكانت المرحلة الثانية من الحرب الأهلية الصينية. كانت الثورة تتويجًا لحركة الحزب الشيوعي الصيني نحو تولي السلطة بعد أن تأسس في عام 1921. في وسائل الإعلام الصينية هذه الثورة معروفة باسم حرب التحرير (بالصينية المبسطة: 解放 战争، بالصينية التقليدية: 解放 戰爭، بالبينيين: Jiěfàng Zhànzhēng).

## خلفية
تأسس الحزب الشيوعي الصيني في عام 1921، بعد فترة من النشاط البطيء والتحالف مع حزب الكومينتانغ القومي (الحزب القومي الصيني). انهار التحالف وسقط الشيوعيون ضحايا في عام 1927، وذلك بعد عملية تطهير قامت به الكومينتانغ تحت قيادة شيانج كاي شيك. بعد عام 1927 انسحب الشيوعيون من المدن إلى الريف وأقاموا قواعد محلية في جميع أنحاء البلاد واستمروا في الاحتفاظ بها حتى المسيرة الطويلة. خلال الغزو والاحتلال الياباني بنى الشيوعيون قواعد أكثر في المناطق المحتلة اليابانية واعتمدوا عليها كمقرات.

## الحرب الأهلية
كان لدى القوميين ميزة في القوات والأسلحة، وكانوا يسيطرون على مناطق أكبر وسكان أكبر، ويتمتعون بدعم دولي واسع. كان الشيوعيون يتواجدون في الشمال والشمال الغربي. كانت أفضل القوات الوطنية المدربة قد فقدت في المعارك المبكرة ضد الجيش الياباني الأفضل تجهيزًا وفي بورما، في حين عانى الشيوعيون من خسائر أقل حدة. قدم الاتحاد السوفييتي على الرغم من عدم الثقة به مساعدات للشيوعيين، وساعدت الولايات المتحدة القوميين بمئات من ملايين الدولارات من الإمدادات العسكرية، بالإضافة إلى نقل القوات القومية جوًا من وسط الصين إلى منشوريا وهي منطقة شيانج كاي شيك. كان شيانج مصمم على مواجهة جيش التحرير الشعبي في مانشوريا، في معركة حاسمة واحدة في خريف عام 1948. قوة القوات القومية في يوليو 1946 كانت 4.3 مليون، منها 2.2 مليون تم تدريبهم بشكل جيد وجاهزين للقتال على مستوى البلاد.

## النتيجة
في 1 أكتوبر 1949 أعلن ماو تسي تونغ تأسيس جمهورية الصين الشعبية. تراجع شيانغ كاي تشيك مع ستمئة ألف من القوات القومية، ونحو مليوني لاجئ من المتعاطفين مع القومية إلى جزيرة تايوان. بعد ذلك كانت المقاومة ضد الشيوعيين تتركز في البر الرئيسي، وكانت هذه المقاومة كبيرة لكنها متناثرة في أنحاء البر الصيني، كما هو الحال في أقصى جنوب البلاد. أُحبطت محاولة للسيطرة على جزيرة كينمن التي تسيطر عليها القوات القومية في معركة كونينغتو. في شهر ديسمبر من عام 1949 أعلن تشيانغ عن تايبيه عاصمة تايوان المؤقتة، واستمر في تأكيد حكومته باعتبارها السلطة الشرعية الوحيدة لكل الصين، في حين استمرت حكومة جمهورية الصين الشعبية في الدعوة إلى توحيد كل الصين. انتهى القتال الأخير بين القوات القومية والشيوعية مع استيلاء الشيوعيين على جزيرة هاينان في مايو 1950، على الرغم من استمرار القصف ومداهمات حرب العصابات لعدة سنوات. في يونيو 1950 أدى اندلاع الحرب الكورية إلى قيام الحكومة الأمريكية بوضع أسطول الولايات المتحدة السابع في مضيق تايوان لمنع أي من الجانبين من مهاجمة الطرف الآخر.